# Julie Manet con gato
Julie Manet o Julie Manet con gato es un cuadro del pintor francés Pierre-Auguste Renoir de 1887, un óleo sobre lienzo de 65,5 x 53,5 cm que representa a Julie Manet (1878-1966), sobrina de Édouard Manet e hija de Berthe Morisot.
Los padres de la niña eran amigos desde hacía años del pintor y admiraban su talento. Se conservan varios dibujos preparatorios de esta obra, una de las principales de su periodo "ingresco", cuando recuperó el interés en el dibujo y la línea y una paleta más intensa, lo que desconcertó a sus amigos, aunque Berthe Morisot apreció especialmente sus piezas de este periodo.
El retrato de Julie Manet es un destacado ejemplo de ello, con su aspecto muy pulido, casi esmaltado, así como el encanto y ternura que desprende la figura de la niña sonriente sentada con un gato muy a gusto en sus brazos.